# Peter Suchán
Peter Suchán (* 23. října 1947, Trstín – 4. dubna 2010) byl československý atlet, běžec.
V roce 1974 doběhl na mistrovství Evropy v Římě ve finále běhu na 10 000 metrů na šestnáctém místě a v maratónu na osmnáctém místě. Československo reprezentoval ve 12 mezistátních utkáních, pětkrát zvítězil. S atletikou začínal ve Zvolenu až ve 20 letech, potom závodil za Slávii SVŠT Bratislava, ale největší úspěchy dosáhl v letech 1970-1976 jako člen Dukly Banská Bystrica. V roce 1972 získal titul Mistr sportu. V roce 1976 se stal mistrem Československa v běhu na 10 000 metrů a v letech 1973, 1974 a 1976 v přespolním běhu.